# 伏打环形山
伏打环形山（Volta）是位于月球正面西北高地上一座古老的大撞击坑，约形成于45.5-39.2亿年前的前酒海纪，其名称取自意大利化学家、物理学家暨生理学家，电磁发现者之一—亚历山德罗·朱塞佩·安东尼奥·阿纳斯塔西奥·伏特伯爵（1745年-1827年），1964年被国际天文学联合会正式批准接受。

## 描述

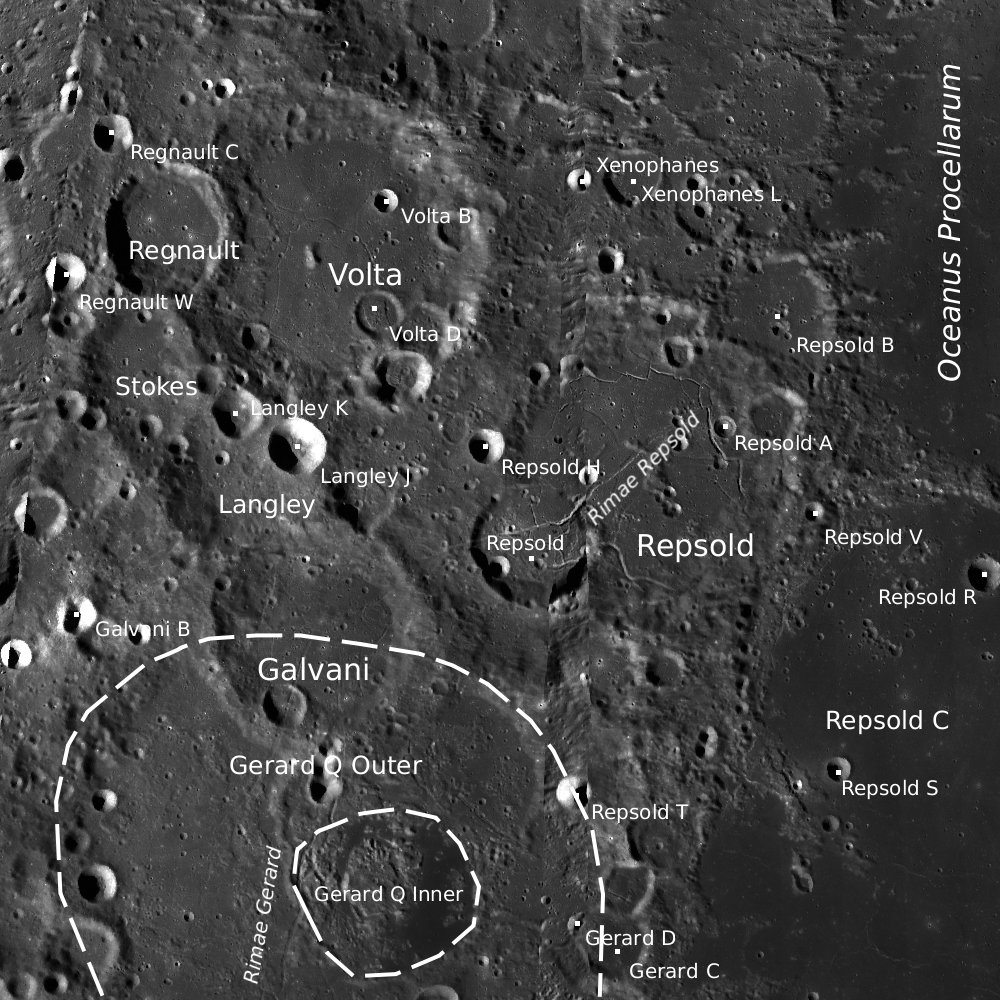
伏打环形山的周边，月球勘测轨道飞行器拍摄。

该陨坑西侧横跨了勒尼奥环形山，东北与色诺芬尼环形山相接壤、雷普索尔环形山位于它的东南、南面坐落了直径77公里的伽伐尼环形山，而较小的斯托克斯环形山则重叠在它的西南壁及勒尼奥环形山的南侧壁上，介于伏打环形山和斯托克斯环形山以及南面的伽伐尼环形山三者间，是已磨损的兰利环形山。伏打环形山东南伸展着全长约166公里的雷普索尔月溪，往东面更远则是浩瀚的风暴洋。该陨坑中心月面坐标为53°54′N 84°24′W / 53.9°N 84.4°W，直径117.15公里，深度约2.90公里。
伏打环形山已严重磨损，边缘轮廓参差不齐，环坑嵴分布了大量大小不同的撞击坑，其中南侧壁坐落了卫星坑伏打 K和伏打 J、沿东侧壁覆盖了一串重叠坑、勒尼奥环形山横跨在它的西侧壁上、而北侧，一道狭窄的切谷穿过东北壁一直伸向了色诺芬尼环形山。伏打环形山坑壁平均高出周边地形1610米，内部容积约14301立方千米。坑底表面相对平坦，仅显示有一些小的撞击坑，最突出的是分别位于东南和东北部的卫星坑伏打 D和伏打 B。

## 卫星陨石坑
按惯例，最靠近伏打环形山的卫星坑将在月图上以字母标注在它的中心点旁边.
| 伏打 | 纬度    | 经度    | 直径    |
| ---- | ------- | ------- | ------- |
| B    | 54.6° N | 83.5° W | 9 公里  |
| D    | 52.5° N | 83.3° W | 20 公里 |

## 参引资料
1. 1 2 3 4  Lunar Impact Crater Database
2. ↑  .   [2017-03-07]. （原始内容存档于2018-07-12）.
3. ↑   (PDF).   [2017-03-07]. （原始内容存档 (PDF)于2016-12-27）.
4. ↑  .   [2017-03-07]. （原始内容存档于2018-07-02）.

## 另请参阅
- Andersson, L. E.; Whitaker, E. A. . NASA RP-1097. 1982.
- Blue, Jennifer. . USGS. July 25, 2007  [2007-08-05]. （原始内容存档于2012-04-08）.
- Bussey, B.; Spudis, P. . New York: Cambridge University Press. 2004. ISBN 978-0-521-81528-4.
- Cocks, Elijah E.; Cocks, Josiah C. . Tudor Publishers. 1995. ISBN 978-0-936389-27-1.
- McDowell, Jonathan. . Jonathan's Space Report. July 15, 2007  [2007-10-24]. （原始内容存档于2012-05-26）.
- Menzel, D. H.; Minnaert, M.; Levin, B.; Dollfus, A.; Bell, B. . Space Science Reviews. 1971, 12 (2): 136–186. Bibcode:1971SSRv...12..136M. doi:10.1007/BF00171763.
- Moore, Patrick. . Sterling Publishing Co. 2001. ISBN 978-0-304-35469-6.
- Price, Fred W. . Cambridge University Press. 1988. ISBN 978-0-521-33500-3.
- Rükl, Antonín. . Kalmbach Books. 1990. ISBN 978-0-913135-17-4.
- Webb, Rev. T. W.  6th revised. Dover. 1962. ISBN 978-0-486-20917-3.
- Whitaker, Ewen A. . Cambridge University Press. 1999. ISBN 978-0-521-62248-6.
- Wlasuk, Peter T. . Springer. 2000. ISBN 978-1-85233-193-1.